# Musée de l'électricité de Funchal
 (octobre 2023).

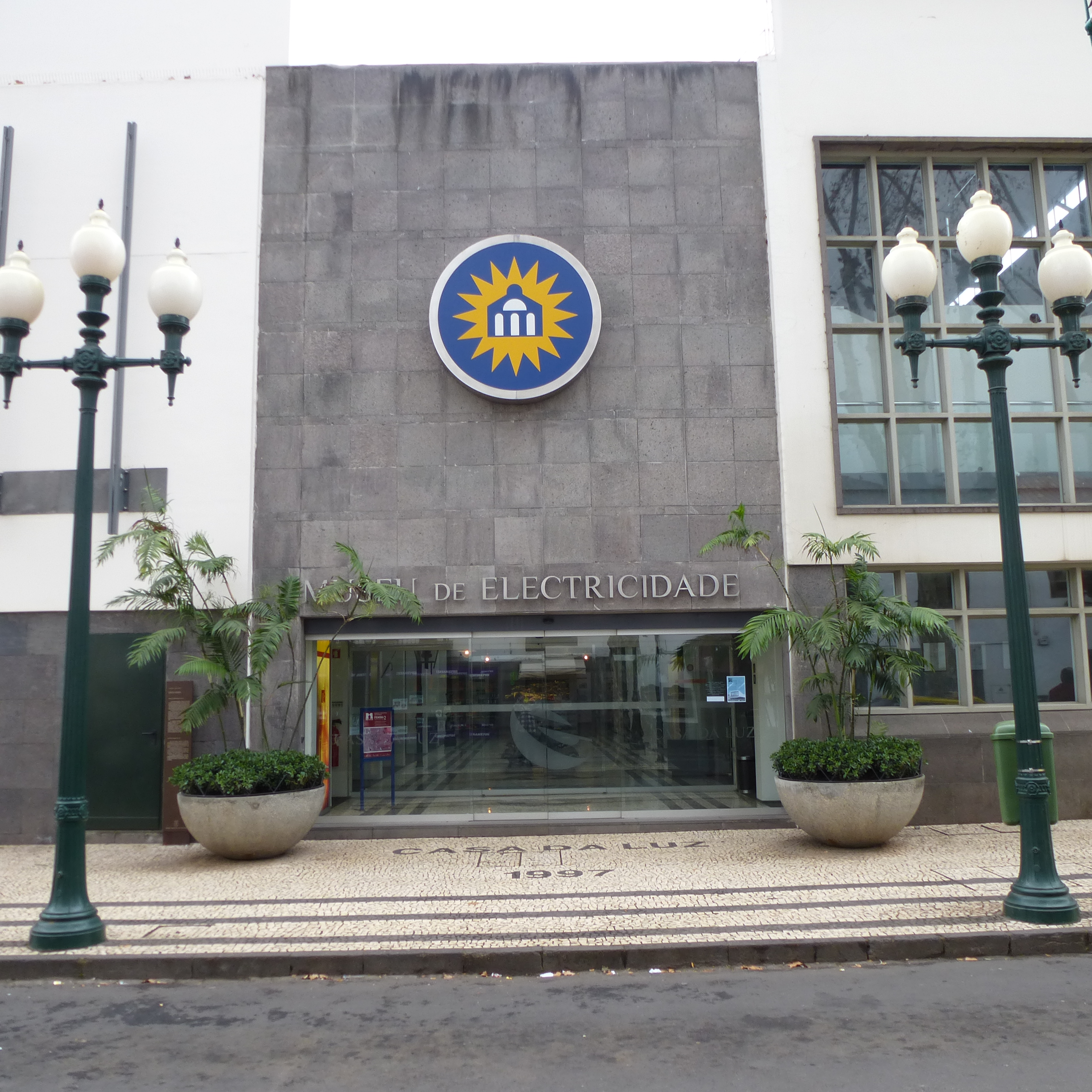
Musée de l'électricité de Funchal

Le Musée de l'électricité de Funchal est un musée portugais de la Société d'Électricité de Madère, situé au centre-ville de Funchal, sur l'île de Madère. Il est inauguré le 24 novembre 1997, à l'occasion du centenaire de l'introduction de l'électricité dans la région Autonome de Madère.

## Caractéristiques
Installé dans les locaux de l'ancienne centrale thermique de Funchal, le Musée de l'Électricité offre une vision de l'évolution de l'électricité dans l'archipel de Madère, en présentant un ensemble de documents et de machines.
Des expositions de divers artistes régionaux, nationaux et internationaux ont également lieu dans cet espace.